# Gurdwara Ber Sahib
 (février 2015).
Le Gurdwara Ber Sahib est un temple important dans le sikhisme; il se situe à Sultanpur Lodhi, une ville dans le district de Kapurthala, au Pendjab, en Inde. 
Il marque l'endroit où Guru Nanak, le premier gourou du sikhisme faisait sa méditation quotidienne près de la rivière Bein au pied d'une arbre ber, un jujubier. L'histoire du sikhisme est lié à Sultanpur Lodhi et de nombreux gurdwaras ont été construits dans cette ville. Guru Nanak y a passé une partie de sa jeunesse, s'y est marié et deux de ses fils y sont nés. Le gurdwara Ber Sahib marque aussi l'endroit où Guru Nanak faisait ses ablutions matinales. Cet là qu'il a disparu, happé par la rivière pour réapparaitre deux jours plus tard, touché par une grâce divine lui apprenant que Dieu était unique. L'histoire a retenu ce slogan de Guru Nanak: « Il n'y a ni hindou, ni musulman », traduit aussi par ces mots: « personne n'est hindou, personne n'est musulman ». Le gourou aura passé 14 années à Sultanpur Lodhi; il est ensuite parti pour son premier long voyage d'enseignement lors duquel il a prêché le sikhisme et a converti de nombreux fidèles.
Le temple actuel a été achevé dans les années 1940. L'autel, le palki, du Livre saint le Guru Granth Sahib est en marbre blanc. En novembre, l'anniversaire de la naissance de Guru Nanak est particulièrement fêté.